# Maroun Bagdadi
Maroun Bagdadi (Beirut, 21 gennaio 1950 – Beirut, 11 dicembre 1993) è stato un regista e sceneggiatore libanese.
Nel 1991 il suo film La vita sospesa  ha vinto il Premio della giuria al Festival di Cannes.

## Filmografia parziale
- Beyrouth ya Beyrouth  (1975)
- Kafarkala (1976)
- The Majority Is Standing Strong (1976)
- The South Is Fine, How About You (1976)
- Greetings to Kamal Jumblat (1977)
- The Most Beautiful of All Mothers (1978)
- Ninety (1978)
- The Martyr (1979)
- The Story of a Village and a War (1979)
- We Are All for the Fatherland (1979)
- The Procession (1980)
- Les petites guerres  (1982)
- L'homme voilé (1987)
- La vita sospesa (Hors la vie) (1991)
- La fille de l'air (1992)